# Список особо охраняемых природных территорий Архангельской области
В Архангельской области на 2016 год имеется 118 особо охраняемых природных территорий (ООПТ), из которых 10 имеют федеральное значение, 100 — региональное значение и 8 — местное значение.

## Список ООПТ в соответствии с одноимённым кадастром
- Регионального значения:
  - Ландшафтные заказники:

1. Веркольский заказник
2. Двинско-Пинежский заказник
3. Кожозерский заказник
4. Ленский заказник
5. Мудьюгский заказник
6. Приморский заказник
7. Пучкомский заказник
8. Усть-Четласский заказник
9. Уфтюго-Илешский заказник
10. Чугский заказник

- - Биологические заказники:

1. Беломорский заказник
2. Важский заказник
3. Вилегодский заказник
4. Двинской заказник
5. Клоновский заказник
6. Коношский заказник
7. Котласский заказник
8. Кулойский заказник
9. Лачский заказник
10. Монастырский заказник
11. Онский заказник
12. Плесецкий заказник
13. Селенгинский заказник
14. Сольвычегодский заказник
15. Соянский заказник
16. Сурский заказник
17. Унский заказник
18. Устьянский заказник
19. Филатовский заказник
20. Шиловский заказник
21. Шултусский заказник
22. Яренский заказник

- - Геологические заказники:

1. Железные Ворота
2. Пермиловский заказник

- Федерального значения:
  - Комплексный заказник:

1. Земля Франца-Иосифа

- - Биологический заказник:

1. Сийский заказник

- - Национальные парки:

1. Водлозерский национальный парк
2. Кенозерский национальный парк
3. Онежское Поморье
4. Русская Арктика

- - Заповедники:

1. Пинежский заповедник